# تشاو هونج
تشاو هونج (4 نوفمبر 1966 - ) (بالصينية: 赵红) هي لاعبة كرة طائرة الصين. شاركت في الألعاب الأولمبية الصيفية 1988.